# 嗅脑
嗅脑（英文：Rhinencephalon，smell-brain，或olfactory brain），是脑部负责嗅觉的一部分区域。嗅脑是古皮层的一部分，在人脑中属于较初级的结构。
对嗅脑结构的描述，在历史上不同时期有所不同。 一种定义认为，嗅脑包括嗅球、嗅束、前嗅核、前穿质、内侧嗅纹、外侧嗅纹，以及杏仁核和梨状前区的部分区域。 不同物种中嗅脑的发育程度有所不同。